# 이반의 어린 시절
《이반의 어린 시절》(러시아어: Иваново детство, 영어: Ivan's Childhood)은 1962년 개봉된 소련의 전쟁 드라마 영화이다. 안드레이 타르콥스키의 첫 장편 작품이며 각본에도 참여했다. 블라디미르 보고몰로프의 단편 소설 이반 (Иван)이 영화의 원작이며, 원작자인 블르미르는 영화의 각본에 참여하기도 했다. 1962 베네치아 국제 영화제 황금사자상 수상작이다. 

## 출연

### 주연
- 니콜라이 버리아예프

### 조연
- 니콜라이 그린코
- 안드레이 콘찰로프스키

## 같이 보기
- 제36회 아카데미상 외국어영화상 출품작 목록